# Choi Yong-kun
Choi Yong-kun (en coreano, 최용건; 21 de junio de 1900–19 de septiembre de 1976) fue el Comandante en Jefe del Ejército Popular de Corea de 1948 a 1950; Ministro de defensa de 1948 a 1957 y presidente de la Asamblea Suprema del Pueblo de 1957 a 1972.

## Biografía
Choi Yong-kun nació en T'aech'ŏn, P'yŏngan del Norte, Corea del Norte en 1900. Después de haber asistido a dos academias militares, luchó en la Expedición del Norte de 1927 y tomó parte en los disturbios comunistas de Cantón en diciembre de ese mismo año. Dirigió una unidad guerrillera contra los japoneses después de que ocuparon Manchuria en septiembre de 1931.
En agosto de 1936, Choi se convirtió en un oficial del Ejército Popular de Corea. En 1946, se convirtió en el presidente del Partido Social Demócrata de Corea, llevado a esta organización a su curso pro-comunista. En febrero de 1948, fue nombrado Comandante en Jefe de todos los ejércitos de Corea del Norte. De hecho, fue el Comandante superior durante la guerra de Corea, desde la primera invasión de Corea del Sur en junio de 1950, hasta el alto al fuego definitivo en julio de 1953.
En 1953, fue promovido a vicemariscal y fue nombrado Ministro de Defensa. En septiembre de 1957, fue destituido de su cargo y nombrado Presidente del Presidium de la Asamblea Suprema del Pueblo, siendo el jefe de Estado nominal de Corea del Norte. Fue nombrado Vicepresidente por la Asamblea Suprema del Pueblo en 1972 y dejó el cargo 1974. Murió en Pionyang en 1976.